# ترومان بيولي
ترومان بيولي (بالإنجليزية: Truman Bewley)‏ هو اقتصادي أمريكي، ولد في 19 يوليو 1941.